# Burgrabice
Burgrabice (daw. Borkowice, niem. Borkendorf) – wieś w Polsce położona w województwie opolskim, w powiecie nyskim, w gminie Głuchołazy. Historycznie leży na Dolnym Śląsku, na ziemi nyskiej. Położona jest na terenie Przedgórza Paczkowskiego, będącego częścią Przedgórza Sudeckiego. Przepływa przez nią rzeka Mora.
W latach 1975–1998 miejscowość należała administracyjnie do ówczesnego województwa opolskiego.
Do miejscowości był przypisany przysiółek Przesieki, jego lokalizacja nie była znana, nazwa została zniesiona w 2023 r.).
Według danych na 2011 wieś była zamieszkana przez 690 osób.

## Geografia

### Położenie
Wieś jest położona w południowo-zachodniej Polsce, w województwie opolskim, około 2 km od granicy z Czechami, we wschodniej części Przedgórza Paczkowskiego. Należy do Euroregionu Pradziad. Przez granice administracyjne wsi przepływa rzeka Mora.

### Środowisko naturalne
W Burgrabicach panuje klimat umiarkowany ciepły. Średnia temperatura roczna wynosi +7,9 °C. Duże zróżnicowanie dotyczy termicznych pór roku. Średnie roczne opady atmosferyczne w rejonie Burgrabic wynoszą 602 mm. Dominują wiatry zachodnie.

## Nazwa
W 1284 r. miejscowość została wymieniona pod nazwą Burgravici. Dawna nazwa miejscowości to Borkowice, obecna nazwa została administracyjnie zatwierdzona 12 listopada 1946.

## Historia

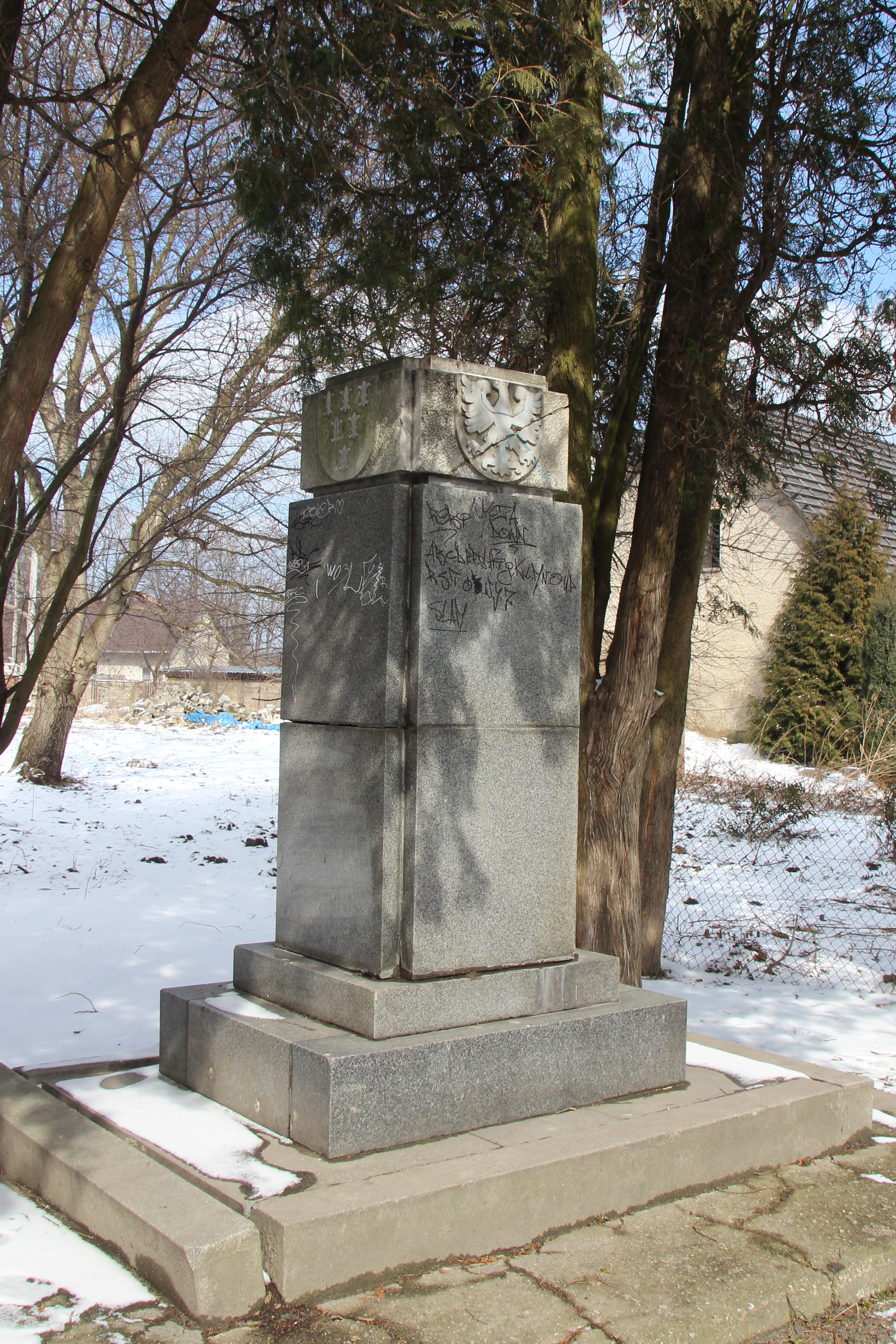
Pomnik Tysiąclecie Państwa Polskiego

Miejscowość lokowana przed 1300 rokiem. Jest przykładem kolonizacji w formie leśno-łanowej.
W 1945 przez Burgrabice wiodła trasa marszu śmierci więźniów obozu Auschwitz-Birkenau; w miejscowości zamordowano 86 więźniów.
Na podstawie dekretu PKWN z 31 sierpnia 1944 zostały utworzone miejsca odosobnienia, więzienia i ośrodki pracy przymusowej dla „hitlerowskich zbrodniarzy oraz zdrajców narodu polskiego”. Obóz pracy nr 10 Ministerstwo Bezpieczeństwa Publicznego utworzyło w Burgrabicach.
W latach 1945–1950 Burgrabice należały do województwa śląskiego, a od 1950 do województwa opolskiego.
W latach 1945–1954 siedziba gminy Burgrabice. W latach 1954–1972 wieś należała i była siedzibą władz gromady Burgrabice. 
W Burgrabicach znajdowały się kamieniołomy marmuru. W okolicy przystanku PKS odsłonięto marmurowy pomnik Tysiąclecia Państwa Polskiego.
W miejscowości był przystanek kolejowy Burgrabice.

## Zabytki
Na listę zabytków Narodowego Instytutu Dziedzictwa wpisane są:
- kościół parafialny pw. św. Bartłomieja, wzmiankowany w 1442 roku[5], renesansowy z XVI wieku, przebudowany na barokowy ok. 1715 roku, rozbudowany w latach 1913–1914 przez dodanie w miejsce wieży neobarokowej części centralnej

Budynek składa się z trzech części: gotyckiego prezbiterium, krótkiej nawy oraz centralnej nawy w stylu bizantyjskim, z latarnią. W południowej kruchcie znajduje się późnogotycki portal z 1562 roku. Od zachodu w niszy znajduje się drewniana rzeźba apostoła Bartłomieja z XV albo XVI wieku. Rzeźbiony ołtarz pochodzi z XVIII wieku. Wewnątrz kościoła znajdują się, oprócz głównego ołtarza także dwa barokowe ołtarze boczne, cztery obrazy rokokowe oraz rzeźby.
- spichrz z przełomu XVIII i XIX wieku.

Inne zabytki:
- dwór z przełomu XVI i XVII wieku, zbarokizowany w okresie późniejszym[1] (być może nieistniejący),
- kaplica pogrzebowa z 1830 roku, wcześniej grobowiec rodzinny właścicieli Burgrabic; na ścianie, obok wejścia, znajdują się dwa kamienne epitafia ludzi świeckich, które prawdopodobnie znajdowały się w kościele a zdjęto je podczas przebudowy:
  - epitafium kobiety z rytą postacią zmarłej, z datą 1575,
  - epitafium mężczyzny z napisem Hauptmann von Jesenik, z datą 1562
- plebania z początku XIX wieku,
- jedna ze starych mis podpompowych znajduje się w Lapidarium UAM w Poznaniu (marmur ze Sławniowic).

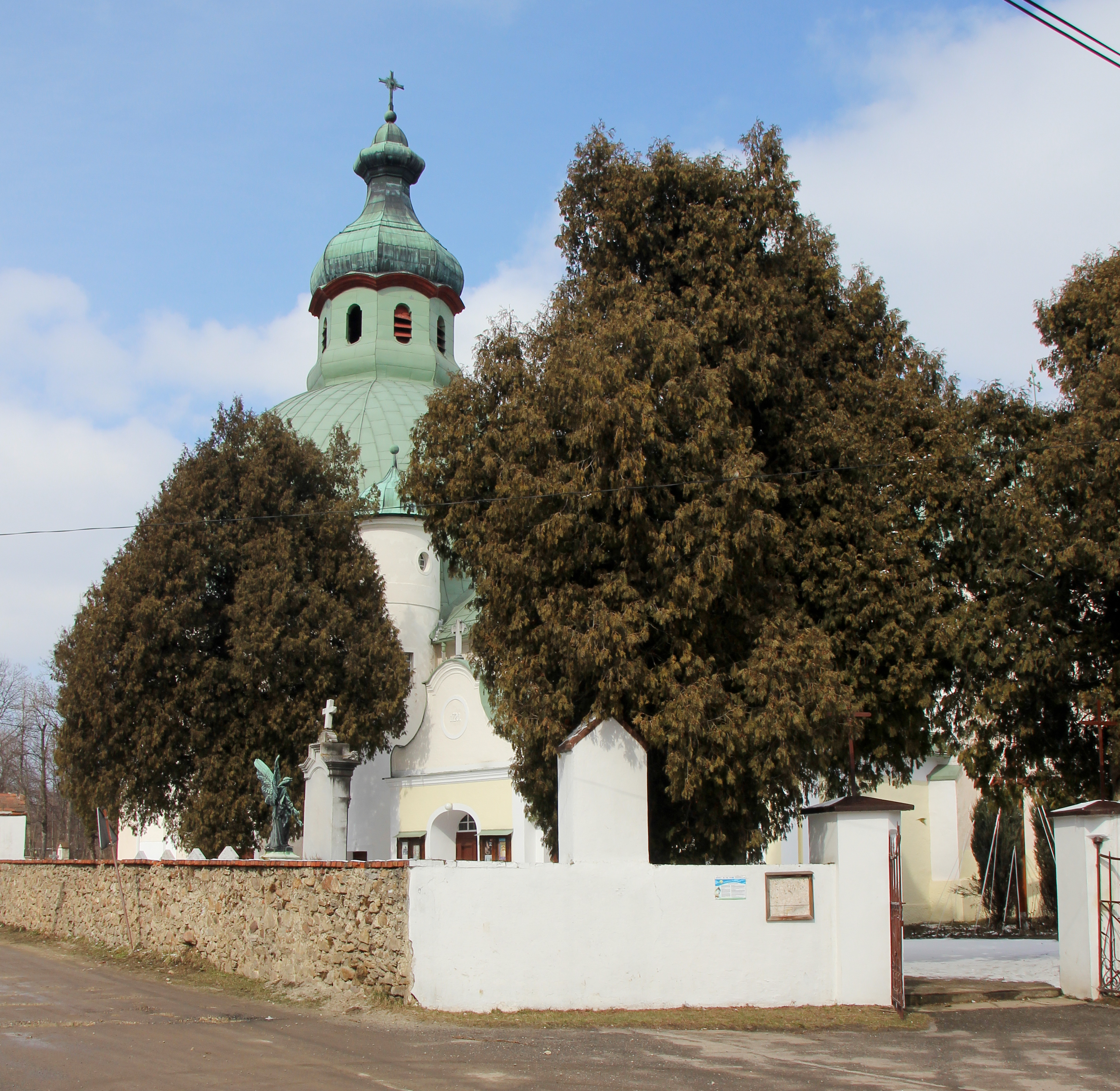
Kościół od strony ulicy
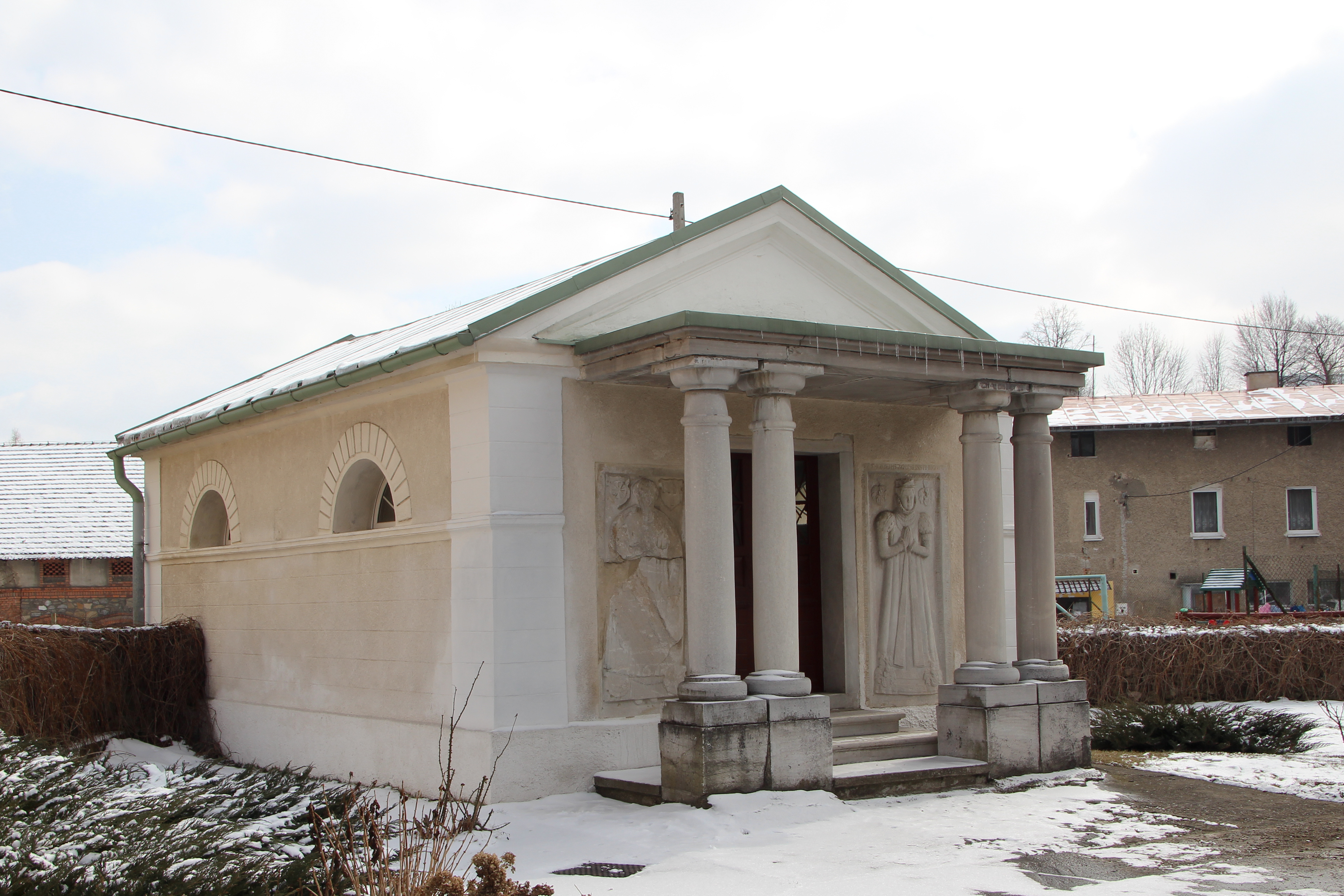
Kaplica pogrzebowa

## Turystyka
15 lipca 2010, w ramach organizowanego w Prudniku VI Europejskiego Tygodnia Turystyki Rowerowej, w którym wzięli udział rowerzyści z całej Europy, przez Burgrabice prowadziła trasa „Szlakiem błogosławionej Marii Luizy Merkert”.

## Ludzie urodzeni w Burgrabicach

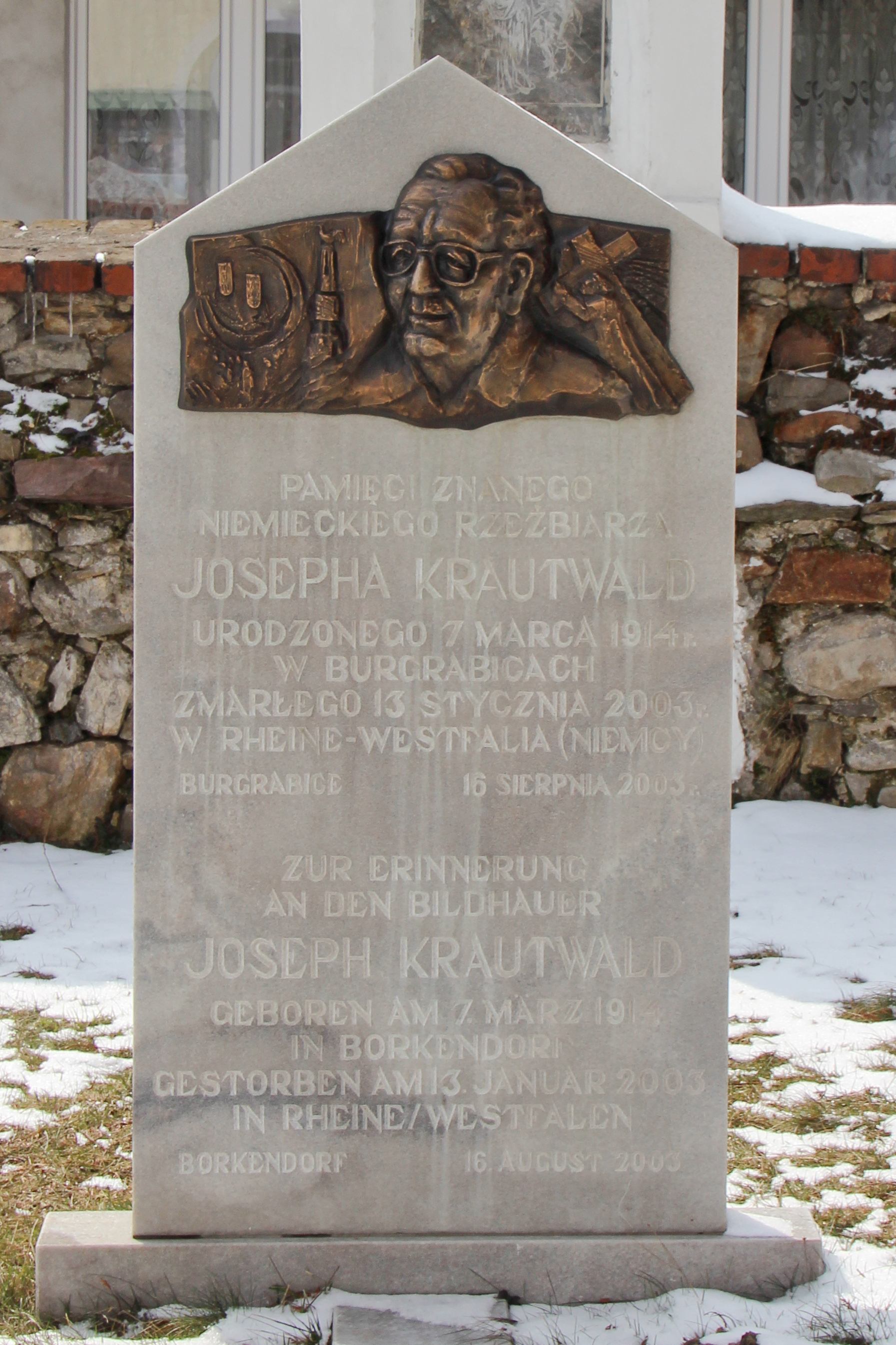
Pomnik Josepha Krautwald w Burgrabicach

- Joseph Krautwald (1914–2003), rzeźbiarz